# Liste des titres musicaux numéro un en Italie en 2014

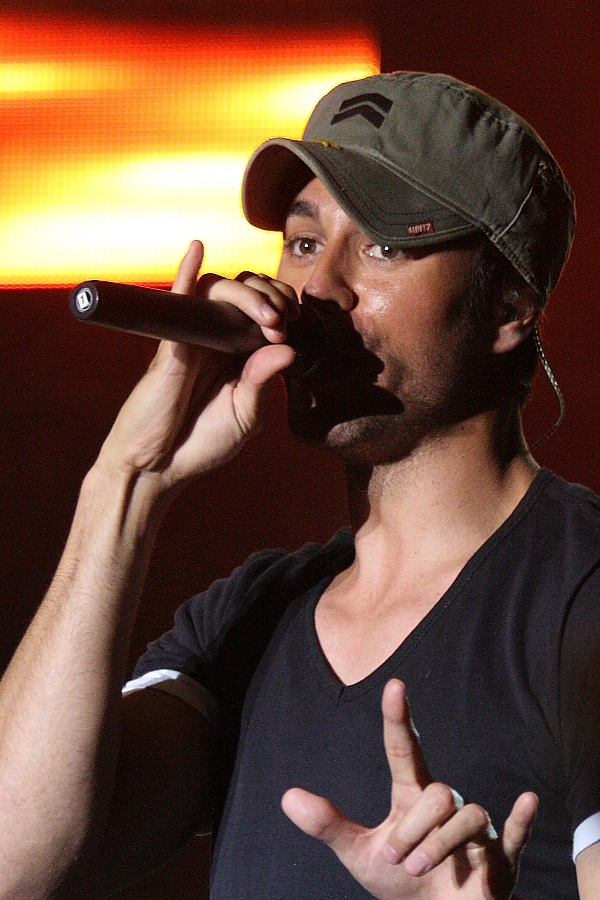
Enrique Iglesias, numéro un de septembre à novembre, avec Bailando.

Cette page liste les titres musicaux ayant le plus de succès au cours de l'année 2014 en Italie d'après la FIMI.

## Classement des singles
| №  | Date          | Artiste(s)                                                            | Titre                             | Référence |
| -- | ------------- | --------------------------------------------------------------------- | --------------------------------- | --------- |
| 1  | 6 janvier     | Klingande                                                             | Jubel                             | [ 1 ]     |
| 2  | 13 janvier    | Klingande                                                             | Jubel                             | [ 2 ]     |
| 3  | 20 janvier    | Klingande                                                             | Jubel                             | [ 3 ]     |
| 4  | 27 janvier    | Klingande                                                             | Jubel                             | [ 4 ]     |
| 5  | 3 février     | Klingande                                                             | Jubel                             | [ 5 ]     |
| 6  | 10 février    | Pharrell Williams                                                     | Happy                             | [ 6 ]     |
| 7  | 17 février    | Arisa                                                                 | Controvento                       | [ 7 ]     |
| 8  | 24 février    | Arisa                                                                 | Controvento                       | [ 8 ]     |
| 9  | 3 mars        | Pharrell Williams                                                     | Happy                             | [ 9 ]     |
| 10 | 10 mars       | Pharrell Williams                                                     | Happy                             | [ 10 ]    |
| 11 | 17 mars       | Pharrell Williams                                                     | Happy                             | [ 11 ]    |
| 12 | 24 mars       | Pharrell Williams                                                     | Happy                             | [ 12 ]    |
| 13 | 31 mars       | Pharrell Williams                                                     | Happy                             | [ 13 ]    |
| 14 | 7 avril       | Pharrell Williams                                                     | Happy                             | [ 14 ]    |
| 15 | 14 avril      | Pharrell Williams                                                     | Happy                             | [ 15 ]    |
| 16 | 21 avril      | Pharrell Williams                                                     | Happy                             | [ 16 ]    |
| 17 | 28 avril      | Coldplay                                                              | A Sky Full of Stars               | [ 16 ]    |
| 18 | 5 mai         | Pharrell Williams                                                     | Happy                             | [ 17 ]    |
| 19 | 12 mai        | Coldplay                                                              | A Sky Full of Stars               | [ 18 ]    |
| 20 | 19 mai        | Coldplay                                                              | A Sky Full of Stars               | [ 19 ]    |
| 21 | 26 mai        | Deborah Iurato                                                        | Anche se Fuori è Inverno          | [ 20 ]    |
| 22 | 2 juin        | Club Dogo                                                             | Weekend                           | [ 21 ]    |
| 23 | 9 juin        | Emis Killa                                                            | Maracanã                          | [ 22 ]    |
| 24 | 16 juin       | Marco Carta                                                           | Splendida ostinazione             | [ 23 ]    |
| 25 | 23 juin       | Emis Killa                                                            | Maracanã                          | [ 24 ]    |
| 26 | 30 juin       | Coldplay                                                              | A Sky Full of Stars               | [ 25 ]    |
| 27 | 7 juillet     | Emis Killa                                                            | Maracanã                          | [ 26 ]    |
| 28 | 14 juillet    | Kiesza                                                                | Hideaway                          | [ 27 ]    |
| 29 | 21 juillet    | Club Dogo featuring Arisa                                             | Fragili                           | [ 28 ]    |
| 30 | 28 juillet    | Francesco Renga                                                       | Il mio Giorno più Bello nel Mondo | [ 29 ]    |
| 31 | 4 août        | Lilly Wood and the Prick                                              | Prayer in C (Robin Schulz remix)  | [ 30 ]    |
| 32 | 11 août       | Lilly Wood and the Prick                                              | Prayer in C (Robin Schulz remix)  | [ 31 ]    |
| 33 | 18 août       | Lilly Wood and the Prick                                              | Prayer in C (Robin Schulz remix)  | [ 32 ]    |
| 34 | 25 août       | Enrique Iglesias featuring Sean Paul, Descemer Bueno et Gente de Zona | Bailando                          | [ 33 ]    |
| 35 | 1er septembre | Enrique Iglesias featuring Sean Paul, Descemer Bueno et Gente de Zona | Bailando                          | [ 34 ]    |
| 36 | 8 septembre   | Enrique Iglesias featuring Sean Paul, Descemer Bueno et Gente de Zona | Bailando                          | [ 35 ]    |
| 37 | 15 septembre  | Enrique Iglesias featuring Sean Paul, Descemer Bueno et Gente de Zona | Bailando                          | [ 36 ]    |
| 38 | 22 septembre  | Enrique Iglesias featuring Sean Paul, Descemer Bueno et Gente de Zona | Bailando                          | [ 37 ]    |
| 39 | 29 septembre  | Enrique Iglesias featuring Sean Paul, Descemer Bueno et Gente de Zona | Bailando                          | [ 38 ]    |
| 40 | 6 octobre     | Enrique Iglesias featuring Sean Paul, Descemer Bueno et Gente de Zona | Bailando                          | [ 39 ]    |
| 41 | 13 octobre    | Enrique Iglesias featuring Sean Paul, Descemer Bueno et Gente de Zona | Bailando                          | [ 39 ]    |
| 42 | 20 octobre    | Enrique Iglesias featuring Sean Paul, Descemer Bueno et Gente de Zona | Bailando                          | [ 40 ]    |
| 43 | 27 octobre    | Enrique Iglesias featuring Sean Paul, Descemer Bueno et Gente de Zona | Bailando                          | [ 41 ]    |
| 44 | 3 novembre    | Enrique Iglesias featuring Sean Paul, Descemer Bueno et Gente de Zona | Bailando                          | [ 42 ]    |
| 45 | 10 novembre   | Enrique Iglesias featuring Sean Paul, Descemer Bueno et Gente de Zona | Bailando                          | [ 43 ]    |
| 46 | 17 novembre   | Enrique Iglesias featuring Sean Paul, Descemer Bueno et Gente de Zona | Bailando                          | [ 44 ]    |
| 47 | 24 novembre   | Marco Mengoni                                                         | Guerriero                         | [ 45 ]    |
| 48 | 1er décembre  | Lorenzo Fragola                                                       | The Reason Why                    | [ 46 ]    |
| 49 | 8 décembre    | Lorenzo Fragola                                                       | The Reason Why                    | [ 47 ]    |
| 50 | 15 décembre   | Fedez featuring Francesca Michielin                                   | Magnifico                         | [ 48 ]    |
| 51 | 22 décembre   | Hozier                                                                | Take Me to Church                 | [ 49 ]    |
| 52 | 29 décembre   | Hozier                                                                | Take Me to Church                 | [ 50 ]    |

## Classement des albums
| №  | Date          | Artiste(s)           | Titre                           | Référence |
| -- | ------------- | -------------------- | ------------------------------- | --------- |
| 1  | 6 janvier     | Luciano Ligabue      | Mondovisione                    | [ 51 ]    |
| 2  | 13 janvier    | Bruce Springsteen    | High Hopes                      | [ 52 ]    |
| 3  | 20 janvier    | Bruce Springsteen    | High Hopes                      | [ 53 ]    |
| 4  | 27 janvier    | Bruce Springsteen    | High Hopes                      | [ 54 ]    |
| 5  | 3 février     | Two Fingerz          | Two Fingerz V                   | [ 55 ]    |
| 6  | 10 février    | Luciano Ligabue      | Mondovisione                    | [ 56 ]    |
| 7  | 17 février    | Luciano Ligabue      | Mondovisione                    | [ 57 ]    |
| 8  | 24 février    | Stromae              | Racine carrée                   | [ 58 ]    |
| 9  | 3 mars        | Pharrell Williams    | Girl                            | [ 59 ]    |
| 10 | 10 mars       | Francesco Renga      | Tempo Reale                     | [ 60 ]    |
| 11 | 17 mars       | Roby Facchinetti     | Ma che vita la mia              | [ 61 ]    |
| 12 | 24 mars       | Rocco Hunt           | 'A verità'                      | [ 62 ]    |
| 13 | 31 mars       | Rocco Hunt           | 'A verità'                      | [ 63 ]    |
| 14 | 7 avril       | Biagio Antonacci     | L'amore comporta                | [ 64 ]    |
| 15 | 14 avril      | Biagio Antonacci     | L'amore comporta                | [ 65 ]    |
| 16 | 21 avril      | Caparezza            | Museica'                        | [ 66 ]    |
| 17 | 28 avril      | Caparezza            | Museica'                        | [ 67 ]    |
| 18 | 5 mai         | Cesare Cremonini     | Logico                          | [ 68 ]    |
| 19 | 12 mai        | Dear Jack            | Domani È un altro film          | [ 69 ]    |
| 20 | 19 mai        | Coldplay             | Ghost Stories                   | [ 70 ]    |
| 21 | 26 mai        | Gemitaiz & Madman    | Kepler                          | [ 71 ]    |
| 22 | 2 juin        | Dear Jack            | Domani È un altro film          | [ 72 ]    |
| 23 | 9 juin        | Dear Jack            | Domani È un altro film          | [ 73 ]    |
| 24 | 16 juin       | Dear Jack            | Domani È un altro film          | [ 74 ]    |
| 25 | 23 juin       | 5 Seconds of Summer  | 5 Seconds of Summer             | [ 75 ]    |
| 26 | 30 juin       | 5 Seconds of Summer  | 5 Seconds of Summer             | [ 76 ]    |
| 27 | 7 juillet     | Dear Jack            | Domani È un altro film          | [ 77 ]    |
| 28 | 14 juillet    | Dear Jack            | Domani È un altro film          | [ 78 ]    |
| 29 | 21 juillet    | Biagio Antonacci     | L'amore comporta                | [ 79 ]    |
| 30 | 28 juillet    | Dear Jack            | Domani È un altro film          | [ 80 ]    |
| 31 | 4 août        | Giorgia              | Senza paura                     | [ 81 ]    |
| 32 | 11 août       | Coldplay             | Ghost Stories                   | [ 82 ]    |
| 33 | 18 août       | Coldplay             | Ghost Stories                   | [ 83 ]    |
| 34 | 25 août       | Coldplay             | Ghost Stories                   | [ 84 ]    |
| 35 | 1er septembre | Ensi                 | Rock Steady                     | [ 85 ]    |
| 36 | 8 septembre   | Club Dogo            | Non siamo più quelli di Mi fist | [ 86 ]    |
| 37 | 15 septembre  | Fabi Silvestri Gazzè | Il padrone della festa          | [ 87 ]    |
| 38 | 22 septembre  | Subsonica            | Una Nave in una Foresta         | [ 88 ]    |
| 39 | 29 septembre  | Fedez                | Pop-Hoolista                    | [ 89 ]    |
| 40 | 6 octobre     | Fedez                | Pop-Hoolista                    | [ 90 ]    |
| 41 | 13 octobre    | U2                   | Songs of Innocence              | [ 90 ]    |
| 42 | 20 octobre    | U2                   | Songs of Innocence              | [ 91 ]    |
| 43 | 27 octobre    | Fiorella Mannoia     | Fiorella                        | [ 92 ]    |
| 44 | 3 novembre    | Vasco Rossi          | Sono innocente                  | [ 93 ]    |
| 45 | 10 novembre   | Pink Floyd           | The Endless River               | [ 94 ]    |
| 46 | 17 novembre   | One Direction        | Four                            | [ 95 ]    |
| 47 | 24 novembre   | Tiziano Ferro        | TZN - The Best of Tiziano Ferro | [ 96 ]    |
| 48 | 1er décembre  | Gianna Nannini       | Hitalia                         | [ 97 ]    |
| 49 | 8 décembre    | Tiziano Ferro        | TZN - The Best of Tiziano Ferro | [ 98 ]    |
| 50 | 15 décembre   | Gianna Nannini       | Hitalia                         | [ 99 ]    |
| 51 | 22 décembre   | Tiziano Ferro        | TZN - The Best of Tiziano Ferro | [ 100 ]   |
| 52 | 29 décembre   | Tiziano Ferro        | TZN - The Best of Tiziano Ferro | [ 101 ]   |